# Haplochromis xenognathus
Haplochromis xenognathus är en fiskart som beskrevs av Greenwood, 1957. Haplochromis xenognathus ingår i släktet Haplochromis och familjen Cichlidae. IUCN kategoriserar arten globalt som livskraftig. Inga underarter finns listade i Catalogue of Life.